# 富瓦区
富瓦区（法語：arrondissement de Foix）是法国阿列日省所辖的一个区。总面积1818.5平方公里，总人口47415，人口密度26人/平方公里（2018年）。主要城镇为富瓦。

## 辖区
富瓦区辖有115个市镇。